# Daly Bjerge
Daly Bjerge är en bergskedja i Grönland (Kungariket Danmark). Den ligger i den norra delen av Grönland, 2 200 km nordost om huvudstaden Nuuk.